# Jóban-rosszban (film, 2001)
A Jóban-rosszban (eredeti címe: The Anniversary Party) 2001-ben bemutatott amerikai vígjáték-dráma, amelyet Jennifer Jason Leigh és Alan Cumming írt és rendezett. A főbb szerepekben Leigh, Cumming, Kevin Kline és John C. Reilly. 2001. május 15-én mutatták be a cannes-i fesztiválon, ahol három díjra jelölték. Az Egyesült Államokban 2001. június 8-tól vetítették a mozikban, Magyarországon a televízióban volt megtekinthető 2004. május 20-án.

## Cselekmény
Joe író, felesége, Sally pedig színésznő. Joe karrierje sínen van, filmet készíthet egy regényből, amelynek a szereplőit is kiválaszthatja. Sally azonban egyre kevesebb szerepet kap, és abban reménykedik, hogy Joe őt választja a főszerepre. A pár a hatodik házassági évfordulóját szeretné megünnepelni barátaival, miután sikerült kibékülniük egy szétköltözést követően.
A vendégek között találhatóak Sally legjobb barátnője, Joe egykori szeretője és a reménybeli filmszínésznő is. A társaság lassanként feloldódik, és kiderülnek igazságok. Így történik, hogy Sallyék kutyája megszökik. Miközben keresik, a nő bevallja Joe-nak, hogy a tudta nélkül elvetette a gyermekét, mikor legutóbb szétköltöztek. A hangulat még borúsabb lesz, mikor Joe telefonhívást kap, hogy a testvére öngyilkos lett. 
A vendégek, már jobban összerázódva, de nehezen elbúcsúznak.

## Szereplők
| Szerep          | Színész              | Magyar hangja       |
| --------------- | -------------------- | ------------------- |
| Joe Therrian    | Alan Cumming         | Alföldi Róbert      |
| Sally Therrian  | Jennifer Jason Leigh | Bíró Kriszta        |
| Cal Gold        | Kevin Kline          | Tordy Géza          |
| Sophia Gold     | Phoebe Cates         | Hámori Eszter       |
| Jack Gold       | Owen Kline           | Morvay Gábor        |
| Evie Gold       | Greta Kline          | Bánlaki Kelly       |
| Mac Forsyth     | John C. Reilly       | Csuja Imre          |
| Clair Forsyth   | Jane Adams           | Majsai-Nyilas Tünde |
| Jerry Adams     | John Benjamin Hickey | Schnell Ádám        |
| Judy Adams      | Parker Posey         | Varga Klári         |
| Ryan Rose       | Denis O’Hare         | Szervét Tibor       |
| Monica Rose     | Mina Badie           | Pikali Gerda        |
| Gina Taylor     | Jennifer Beals       | Gubás Gabi          |
| Sanford Jewison | Matt Malloy          | Cs. Németh Lajos    |
| Mary-Lynn       | Mary Lynn Rajskub    | n.a                 |
| Levi Panes      | Michael Panes        | Hajdu Steve         |
| Skye Davidson   | Gwyneth Paltrow      | Nagy-Kálózy Eszter  |
| Astrid          | Blair Tefkin         | Németh Kriszta      |
| America         | Norizzela Monterosso | Molnár Piroska      |
| jógaoktató      | Steven Freedman      | Magyar Attila       |
| Lucy (Joe húga) | Sady Frost           | n.a                 |
| Jeffrey         | Matt McGrath         | Csőre Gábor         |

## Fogadtatás

### Kritikai visszhang
A Rotten Tomatoeson a kritikusok 61%-a nyilatkozott kedvezően a filmről, az összefoglaló szerint: „A Jóban-rosszban ütős szereposztással és sok vicces jelenettel rendelkezik, de a film nem tűnik többnek, mint egy ürügy a színészek számára, hogy érzelmeket keltsenek.” Jonathan Rosenbaum a Chicago Readertől azt írta: „A legjobb dolog, amit a Jóban-rosszbanról elmondhatunk, hogy több kérdést vet fel központi szereplőivel kapcsolatban, mint amennyit meg tud válaszolni - ami drámaként gyengítheti, de igazságkeresésben nem.” Roger Ebert azt írta: „Menő és intelligens pillantás egy olyan életmódra, ahol az okos embereknek ostoba szabályok szerint kell élniük az életüket.” Jay Carr a Boston Globe-tól azt írta: „Nem neveznénk ezt a filmet szondázónak, de dörzsölt és ügyes.”
A MetaCritic 56 pontot adott a 100-ból 30 vélemény alapján. Stephen Hunter a New York Timestól azt írta: „Hiányosságai ellenére ez az okos, maró film az utóbbi idők legélesebb és legrealisztikusabb modoros vígjátéka Hollywoodban, és ez sokat mond.” Lisa Schwarzbaum az Entertainment Weeklytől azt írta: „Művészeti alkotásként ez a gyorsan digitális videóra forgatott film elég zseniális, ha nem is kifinomult.”

### Bevétel adatai
A Box Office Mojo szerint a film 4,9 millió dolláros bevételt ért el, a költségvetésről nincs adat.

## Fontosabb díjak és jelölések
| Esemény                        | Díj                   | Eredmény |
| ------------------------------ | --------------------- | -------- |
| 2001-es cannes-i filmfesztivál | Kutya Pálma           | Elnyerte |
| 2001-es cannes-i filmfesztivál | Un certain regard díj | Jelölve  |
| 2001-es cannes-i filmfesztivál | Arany Kamera          | Jelölve  |